# Agustín Sancho
Agustín Sancho Agustina (Benlloch, 18 luglio 1896 – Barcellona, 25 agosto 1960) è stato un calciatore spagnolo, di ruolo centrocampista.

## Palmarès

### Nazionale
- Argento olimpico: 1

Anversa 1920